# Keity Drennan
Keity Drennan Britton (Panamá; 24 de julio de 1990) es una modelo panameña y reina de concurso de belleza, ganadora del título de Miss Internacional Panamá 2011. El 26 de abril de 2016, se le otorga el título Señorita Panamá 2016 bajo la dirección de César Anel Rodríguez y la Miss Universo 2002, Justine Pasek, LO que le dio la oportunidad de representar a Panamá en el concurso internacional, Miss Universo 2016 en el cual logró entrar al cuadro de 13 semifinalistas. También participó en el concurso Miss Panamá 2011 donde obtuvo el título de Virreina.

## Primeros años
Keity Drennan Britton nació en la ciudad de Panamá, de madre panameña de ascendencia india. Posteriormente conoció a su padre biológico de Estados Unidos y cambió su apellido de Mendieta a Drennan. Se graduó de la escuela secundaria en el American College de la ciudad de Panamá.

## Carrera

### Modelaje
Ella inició su carrera como modelo cuando ganó el concurso de modelaje “Chico Chica Modelo”, en el año 2008. Drennan obtuvo la oportunidad de trabajar para Physical Modelos, su agencia de modelaje oficial hasta el presente y de representar a Panamá en el concurso de modelos de Ford Supermodel of the World 2008.
En el mismo año, Keity representó a Panamá en el Miss Teen Latina y el Caribe, por lo que ganó tres premios: Miss Teen Fotogénica, Miss Teen Modelo y lograr ser la Tercera Princesa.

### Concursos de belleza
En el Miss Panamá 2011, Drennan mide 5 pies 9 pulgadas (1,77 m) de altura, y compitió en el concurso nacional de belleza Miss Panamá 2011, obtuvo el título de Virreina de Panamá. Ella representó la Región de Panamá Centro. Representó a Panamá en el concurso Miss Internacional 2011, que se celebró en China el 6 de noviembre de 2011. Logrando posicionarse como 4.ª finalista del certamen.
Años más tarde, el martes 26 de abril de 2016, Drennan fue coronada como la Señorita Panamá 2016, bajo la nueva organización del Señorita Panamá, a cargo del empresario panameño César Anel Rodríguez y la Miss Universo 2002, Justine Pasek. Representó a Panamá en el concurso Miss Universo 2016, que se celebró el 30 de enero, en Manila, Filipinas. Logrando posicionarse en el Top 13 del certamen en dónde la francesa, Iris Mittenaere fue la ganadora del título universal. Está sería la novena ocasión en que Panamá logra colarse en el cuadro de semifinalistas del certamen Miss Universo, luego que la última ocasión lo lograra la herrerana Sheldry Saez en el 2011 en Brasil.